# Cheta Emba
Pour les articles homonymes, voir EMBA.
 (octobre 2024).
Pas d'image ? Cliquez ici

a Compétitions nationales et continentales officielles uniquement.

b Matchs officiels uniquement.
Cheta Emba, née le 16 juillet 1993 à Richmond (États-Unis), est une joueuse internationale américaine de rugby à XV et internationale de rugby à sept évoluant aux postes d'ailier ou d'arrière à XV et de pilier ou talonneur à sept.

## Biographie
Cheta Emba naît le 16 juillet 1993 à Richmond aux États-Unis. En 2024, elle est sous contrat avec l'équipe des États-Unis de rugby à sept.
Elle cumule, à la fin de l'été 2024, neuf sélections en équipe des États-Unis de rugby à XV quand elle est retenue pour le WXV au Canada.